# Обухово (сільське поселення село Дворці)
Обухово (рос. Обухово) — присілок в Дзержинському районі Калузької області Російської Федерації.
Населення становить 133 особи. Входить до складу муніципального утворення Село Дворці.

## Історія
Від 2004 року входить до складу муніципального утворення Село Дворці.

## Населення
| 2002 | 2010 |
| ---- | ---- |
| 116  | ↗133 |